# خلیفه محله
خلیفه محله از روستاهای بخش مرکزی شهرستان رودسر در استان گیلان در شمال ایران واقع شده‌است.

## موقعیت جغرافیایی
خلیفه محله، غربی‌ترین روستای جلگه‌ای شهرستان رودسر، از توابع بخش مرکزی رودسر و به دلیل مجاورت آن با شلمان رود، دارای معدن بزرگ شن و ماسه می‌باشد.

## نام گذاری روستا
خلیفه محله، تغییر شکل یافته خاله محله و خاله (خَلِه) در واژگان گویش گیلکی به معنی رود و رودخانه می‌باشد. به عبارتی: خلیفه محله، مکانی است که رود در آن جریان دارد و البته رودخانه شلمان رود که از کوه‌های ناتشکوه املش در البرز شمالی سرچشمه می‌گیرد، پس از طی مسافتی، از ضلع غربی این روستا عبور کرده و در نهایت به دریای خزر می‌ریزد.

## زبان
مردمان آن به گویش گیلکی شرق گیلان و به لهجه شلمانی صحبت می‌کنند.
به واسطه طبیعت دل‌انگیز و افسونگر این آبادی، نام گلستان محله نیز بر آن گفته می‌شود.

## مهاجرت
در سال‌های اخیر به دلیل مهاجرت عمده روستاییان به شهرها، اکنون جمعیت خلیفه محله به کمتر از ۵۰۰ نفر کاهش یافته‌است.
عمده محصولات کشاورزی آن: برنج، سبزیجات و حبوبات ومرکبات و صیفی جات وچای و پرورش کرم ابریشم می‌باشد
ماهیگیری از شلمان رود، تا دو دههٔ پیش، منبع درآمد و غذایی عمدهٔ اهالی بود.

## نگارخانه

شلمان رود در خلیفه محله
زنجره (گیلکی: زلزلهٔ) بر روی شاخه درخت آلوچه، روستای خلیفه محله شلمان؛ استان گیلان
عکس یک کندوج شیروانی در روستای خلیفه محله شلمان؛ استان گیلان
ماهیگیری در شلمان رود- روستای خلیفه محله شلمان؛ استان گیلان
طغیان شلمان رود- خلیفه محله، شلمان؛ استان گیلان
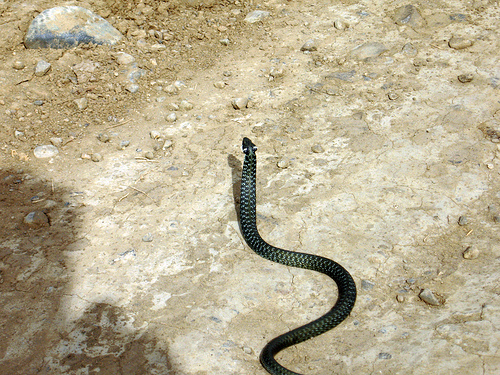
نوعی مار غیرسمی در خلیفه محله شلمان؛ استان گیلان
منظره برف در زمین فوتبال روستای خلیفه محله شلمان؛ استان گیلان- دی ماه ۱۳۸۶ خورشیدی